# 満洲映画協会

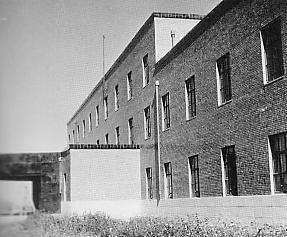
満映の撮影所

満洲映画協会（まんしゅうえいがきょうかい）は、株式会社満洲映画協会法に基づき満洲国首都の新京特別市に設立された国策の映画会社。民間では満映の略称で親しまれ、同社の看板スターは李香蘭であった。日本映画界よりP.C.L映画の山梨稔、近藤伊代吉らが参加 1938年6月には旧日活多摩川撮影所所長 根岸寛一が理事として入社 同時にマキノ満男など数十名の製作スタッフを招聘する。その他、東方社の理事長を辞めた岡田桑三（日本デザイン界の大物）もいた。
満映は映画の製作だけでなく、配給・映写業務もおこない各地で映画館の設立、巡回映写なども行った。配給エリアは満洲国内及び日本租界である。中華民国の配給会社は中華電影との合同映画を除いては満映の映画を取り扱わなかった。

## 理事
株主総会で選任された理事長1人と理事3人による理事会で、事業議事の可否が決定された。
初代理事長は清朝の皇族金壁東（粛親王善耆の第七子、川島芳子の兄）であったが、実権は満鉄映画製作所出身の林顕蔵専務理事が握った。
満映の映画製作実績が上がらなかったため、満洲国国務院は甘粕正彦を2代目理事長に据え満映の改革に乗り出したとされる。甘粕事件で服役後、渡仏。さらに満洲へ渡り満洲国民生部警務司長などを務め協和会幹部の傍ら謀略機関の親玉として悪名を響かせていた甘粕を起用したのは武藤富男と岸信介とされる。
両者の本心は甘粕がその功績の割に報われていない点への配慮があったとされ、武藤は、日本屈指の映画人で理事の根岸寛一を呼び出すと了解を求め、根岸は暫く考えた後に「受け入れます」とだけ答えたとされる。

## 特徴と風土

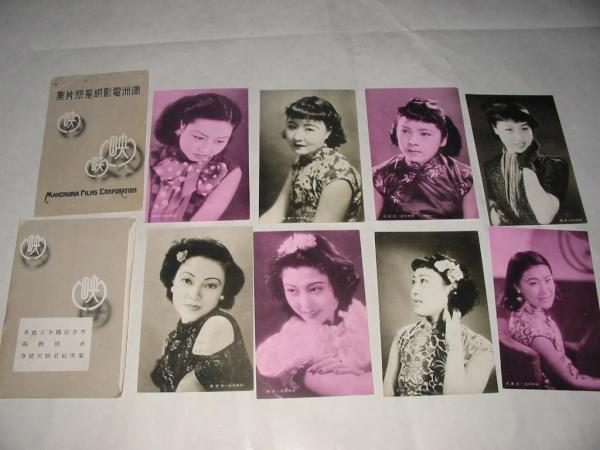
満映スターたちのアルバム

満映は「日満親善」、「五族共和」、「王道楽土」といった満洲国の理想を満洲人に教育することが主な目的であるとされた。満映製作の映画は日本の文化を紹介する文化映画や啓蒙的な映画、プロパガンダ映画が多く、あまり大陸では人気がなかった。満映には一種独特な「官僚的雰囲気」があり、それ以前の問題として映画の文化的土壌さえも無かった。楽天家で知られ、東映の社風を作った男とされる名プロデューサーのマキノ満男でさえ、往時を回顧すると『泣いて帰りたいときもあった』としている。
実務においての甘粕は計画的で判断力にすぐれた能吏であったが、紹介により入社した直木賞作家橘外男を前に『紹介者の顔を立てて入社は了解したが、あなたにぜひ来て貰いたくて呼んだわけではない』と告げてしまうなど、官僚ならではの狭量で潔癖にすぎる点があった。職人気質の強い映画界では、筆頭理事の根岸寛一のほうが度量で部下を引き付けた。甘粕自身もその点は認めていた為、衝突はなかったとされる。
現地での映画作成が目的であるため俳優だけでなく中国人監督や脚本家も採用したが、その待遇の面では日本人と比べると格段の差があり、甘粕は「ある程度」は是正したが最後まで溝は埋まらなかった。
李香蘭の発掘などで満洲人からの人気獲得を狙い、娯楽映画へ力を注ぐ。しかし映画の内容は日本で作成された映画の焼き直しなどが多く、見るべき点は少ない。ただ、日活多摩川撮影所時代が終焉に向かい、国内の空気が厳しくなった時代に映画人らが大陸でクリエイティブな意志を守り続けた点は、評価されよう。これが、戦後に一大映画ブームを生み出す一因となった｡
先程の筆頭理事の根岸寛一によれば、『謀略の資金の多くは、彼（甘粕）の管理する満映からでていた』との証言もある。

## 終戦
1945年8月15日に日本が連合国に敗戦、満洲国も崩壊必至となる。社員には徹底抗戦・玉砕を叫ぶ者もあったが、理事長甘粕は当然のことながら降伏を選択した。列車を確保し日本人社員と家族を朝鮮経由で日本に帰国させるよう命じた。また満映の全預金を引き出し日本人職員と中国人職員に退職金を支払った。その後甘粕自身は8月20日に青酸カリで服毒自殺した。
なお今後の満映は中国人社員の物にすべきと、機材は破壊せず保管を命じたという。また中国人従業員に「これからは皆さんがこの会社の代表となって働かなければなりません。しっかり頑張ってください。いろいろお世話になりました。これからこの撮影所が中国共産党のものになるにしろ国民党のものになるにしろ、ここで働いていた中国人が中心になるべきであり、そのためにも機材をしっかり確保することが必要です」といったという。

## その後

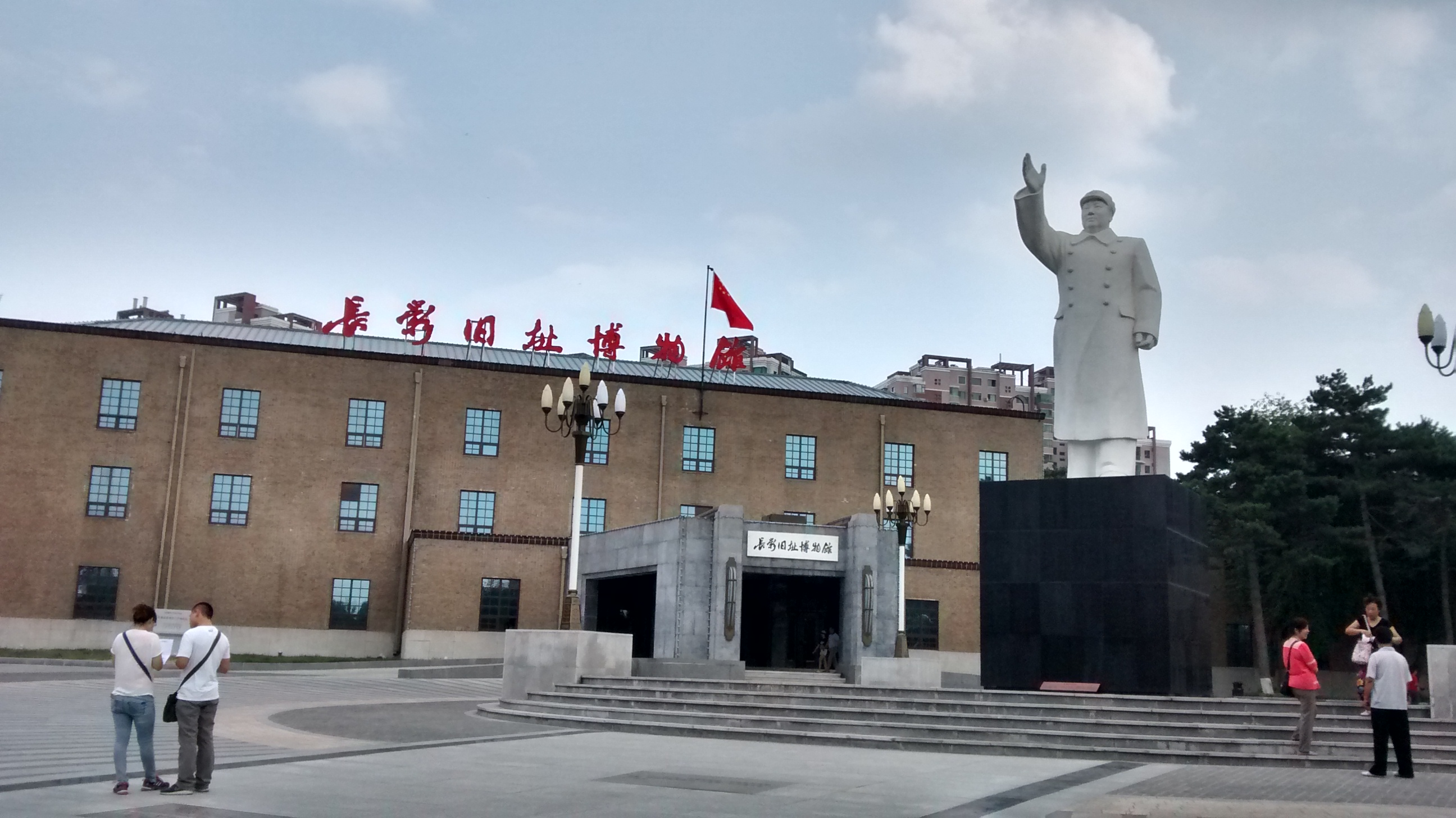
現在の満映撮影所（長影撮影所を経て、2011年より長影旧址博物館）

1945年10月1日に満洲の一部を「解放」した中国共産党は、満映を直ちに接収し東北電影公司とした。その後の国共内戦を経て、中華人民共和国が建国された1949年以降の東北電影制片廠をへて、1955年長春電影制片廠（中国語）へと引き継がれた。
なお、満映の日本人技術社員のうち何名かは東北電影公司に残り、その後の中国映画の技術指導を行っていたことが近年明らかになっている。その後の満映の建物は「長春電影制片廠早期建築」として中華人民共和国全国重点文物保護単位に指定されている。

## フィルモグラフィ
日本映画データベースを参照。
1938年
- 『壮志濁天』 : 監督坪井與
- 『明星的誕生』 : 監督松本光庸
- 『七功図』 : 監督矢原礼三郎
- 『万里尋母』 : 監督坪井與
- 『知心曲』 : 監督高原富士郎
- 『大陸長虹』 : 監督上砂泰蔵
- 『蜜月快車』 : 監督上野真嗣
- 『田園春光』 : 監督高原富士郎
- 『国法無私』 : 監督水ケ江龍一

1939年
- 『国境之花』 : 監督水ケ江龍一
- 『富貴春夢』 : 監督山内英三・上野真嗣・鈴木重吉
- 『冤魂復仇』 : 監督大谷俊夫
- 『慈母涙』 : 監督水ケ江龍一
- 『真仮姉妹』 : 監督高原富士郎
- 『煙鬼』 : 監督水ケ江龍一
- 『東遊記』 : 監督大谷俊夫 - 製作提携東宝映画　※1940年日本公開
- 『美しき犠牲』鉄血慧心 : 監督山内英三　※1941年日本公開
- 『白蘭の歌』 : 監督渡辺邦男 - 製作提携東宝映画

1940年
- 『愛焔』 : 監督山内英三
- 『現代日本』 : 監督大谷俊夫
- 『如花美眷』 : 監督荒牧芳郎
- 『情海航程』 : 監督水ケ江龍一
- 『誰知她的心』 : 監督朱文順
- 『有明自遠方来』 : 監督水ケ江龍一
- 『風潮』 : 監督周暁波
- 『芸苑情侶』 : 監督大谷俊夫
- 『流浪歌女』 : 監督山内英三
- 『人馬平安』 : 監督高原富士郎
- 『王属官』 : 監督高橋紀・藤川研一
- 『新生』 : 監督高原富士郎
- 『現代男児』 : 監督山内英三
- 『地平線上』 : 監督荒牧芳郎
- 『大地秋光』 : 監督島田太一
- 『劉先生回顧』 : 監督山内英三
- 『都市的洪流』 : 監督周暁波
- 『胖痩鬧』 : 監督新田稔
- 『黎明曙光』：監督山内英三 - 製作提携松竹・大同劇団

1941年
- 『籬畔花香』 : 監督宋紹宗
- 『她的秘密』 : 監督朱文順
- 『双妹涙』 : 監督水ケ江龍一
- 『新婚記』 : 監督朱文順
- 『天上人間』 : 監督周暁波
- 『雨暴花残』 : 監督山内英三
- 『巾幗男児』 : 監督王則
- 『運転時来』 : 監督高原富士郎
- 『明星日記』 : 監督山内英三
- 『黄金夢』 : 監督大谷俊夫
- 『鏡花水月』 : 監督谷俊
- 『花瓶探索』 : 監督水ケ江龍一
- 『串難交響楽』 : 監督張天賜
- 『夢幻曲』 : 監督周暁波
- 『鉄漢』 : 監督山内英三
- 『家』 : 監督王則
- 『園林春色』 : 監督周暁波
- 『奇童歴険記』 : 監督徐紹周
- 『荒唐英雄』 : 監督張天賜
- 『満庭芳』 : 監督王則
- 『青春進行曲』 : 監督張天賜
- 『王麻子膏薬』 : 監督朱文順
- 『小放牛』 : 監督王則
- 『玉堂春』 : 監督王心斎
- 『夜未明』 : 監督張天賜
- 『春風野草』 : 監督水ケ江龍一
- 『龍争虎闘』前篇・後篇 : 監督水ケ江龍一

1942年
- 『迎春花』 : 監督佐々木康 - 撮影協力松竹
- 『臙脂』 : 監督谷俊
- 『瓔珞公主』 : 監督山内英三
- 『黄河』 : 監督周暁波
- 『歌女恨』 : 監督朱文順
- 『一順百順』 : 監督王心斎
- 『雁南飛』 : 監督楊葉
- 『皆大歓喜』 : 監督王心斎
- 『黒痣美人』 : 監督劉国権・笠井輝二
- 『花和尚魯智深 水滸伝初集』 : 監督水ケ江龍一
- 『娘娘廟』 : 監督水ケ江龍一
- 『愛的微笑』 : 監督丁明
- 『雁南飛』 : 監督楊葉
- 『皆大歓喜』 : 監督王心斎
- 『根海難填』 : 監督朱文順
- 『黒瞼賊 前篇 後篇』 : 監督張天賜
- 『豹子頭林冲 水滸伝第二集』 : 監督朱文順

1943年
- 『誓ひの合唱』 : 監督島津保次郎 - 製作提携東宝映画
- 『碧血艶影』 : 監督劉国権
- 『求婚啓示』 : 監督王心斎
- 『銀翼恋歌』 : 監督大谷俊夫
- 『白馬剣客』 : 監督張天賜
- 『富貴之家』 : 監督周暁波
- 『却後鴛鴦』 : 監督朱文順
- 『千金花子』 : 監督王心斎
- 『燕青與李師師』 : 監督張天賜
- 『白雪芳踪』 : 監督朱文順
- 『今朝帯露帰』 : 監督楊葉
- 『サヨンの鐘』 : 監督清水宏 - 製作提携松竹下加茂撮影所・台湾総督府
- 『萬世流芳』 : 監督張善琨・卜萬蒼・朱石麟・馬徐維邦・楊小仲- 製作提携中華電影公司（上海）・中華聯合製片公司（上海）　※1944年日本公開

1944年
- 『虱は怖い』 : 監督加藤泰通
- 『軍官学校』 : 監督加藤泰通
- 『晩香玉』 : 監督周暁波
- 『緑林外史』 : 監督王心斎
- 『好孩子』 : 監督池田督
- 『愛與仇』 : 監督笠井輝二
- 『血濺芙蓉』 : 監督広瀬数夫
- 『夜襲風』 : 監督広瀬数夫
- 『映城風光』 : 監督大谷俊夫
- 『妙掃狼煙』王順出世記 : 監督大谷俊夫
- 『化雨春風』 : 監督不明
- 『一代婚潮』 : 監督周暁波
- 『百花亭』 : 監督張天賜
- 『月弄花影』 : 監督広瀬数夫
- 『私の鶯』 : 監督島津保次郎 - 製作提携東宝

1945年
- 『虎狼闘艶』 : 監督大谷俊夫・池田督
- 『芝蘭夜曲』 : 監督朱文順
- 『蘭花特攻隊』 : 監督笠井輝二
- 『蘇少妹』 : 監督木村荘十二
- 『大地逢春』 : 監督周暁波
- 『夜半鐘声』 : 監督王心斎